# Mansfelder Gebirgskreis
Der Mansfelder Gebirgskreis war ein Landkreis, der in Preußen und der SBZ bzw. DDR zwischen 1816 und 1950 bestand. Er umfasste den nordwestlichen Teil des Mansfelder Landes. Sein Name bezog sich in Abgrenzung zum benachbarten Mansfelder Seekreis auf das bergige Terrain des Ostharzes. Die Kreisstadt war Mansfeld.

## Verwaltungsgeschichte

### Königreich Preußen
Im Rahmen der preußischen Verwaltungsreformen nach dem Wiener Kongress wurde zum 1. Oktober 1816 der Mansfelder Gebirgskreis im Regierungsbezirk Merseburg in der Provinz Sachsen eingerichtet. Zu seinen Bestandteilen wurden der vormals kursächsische Eisleber Kreis ohne die Stadt Eisleben und das Dorf Wimmelburg sowie das Kreisamt Ermsleben mitsamt Dankerode.

### Norddeutscher Bund/Deutsches Reich
Seit dem 1. Juli 1867 gehörte der Kreis zum Norddeutschen Bund und ab dem 1. Januar 1871 zum Deutschen Reich. Zum 10. August 1876 wurde die sogenannte Hettstedt-Gerbstedter Stadtflur aus dem Mansfelder Seekreis in den Mansfelder Gebirgskreis eingegliedert.
Zum 30. September 1928 fand im Mansfelder Gebirgskreis entsprechend der Entwicklung im übrigen Freistaat Preußen eine Gebietsreform statt, bei der nahezu alle Gutsbezirke aufgelöst und benachbarten Landgemeinden zugeteilt wurden.
Am 1. April 1942 wurden zur Grenzbegradigung zwischen Preußen und dem Land Anhalt die Gemeinden Tilkerode aus dem Landkreis Ballenstedt und Unterwiederstedt aus dem Landkreis Bernburg in den Mansfelder Gebirgskreis eingegliedert. Nach der Auflösung der Provinz Sachsen zum 1. Juli 1944 gehörte der Kreis zur neuen Provinz Halle-Merseburg. Im Frühjahr 1945 wurde das Kreisgebiet durch die amerikanischen Alliierten Streitkräfte besetzt.

### DDR
Am 15. Juli 1950 kam es in der DDR zu einer Gebietsreform, in deren Rahmen der Mansfelder Gebirgskreis aufgelöst wurde:
- Die Stadt Ermsleben sowie die Gemeinden Dankerode, Königerode und Meisdorf kamen zum Landkreis Quedlinburg.
- Die Gemeinden Großleinungen, Horla, Morungen, Rotha und Wippra kamen zum Landkreis Sangerhausen.
- Alle übrigen Gemeinden des Mansfelder Gebirgskreises wurden mit der bis dahin kreisfreien Stadt Eisleben sowie einem großen Teil des ebenfalls aufgelösten Mansfelder Seekreises zum Landkreis Eisleben zusammengefasst.

Der neue Landkreis Eisleben wurde 1952 in die Kreise Eisleben und Hettstedt aufgeteilt, die 1994 zum Landkreis Mansfelder Land zusammengeschlossen wurden.

## Einwohnerentwicklung
| Jahr | Einwohner | Quelle |
| ---- | --------- | ------ |
| 1816 | 27.756    | [ 4 ]  |
| 1843 | 34.713    | [ 5 ]  |
| 1871 | 43.324    | [ 6 ]  |
| 1890 | 63.003    | [ 7 ]  |
| 1900 | 66.102    | [ 7 ]  |
| 1910 | 64.490    | [ 7 ]  |
| 1925 | 61.317    | [ 7 ]  |
| 1933 | 60.928    | [ 7 ]  |
| 1939 | 61.246    | [ 7 ]  |
| 1946 | 80.305    | [ 8 ]  |

## Politik

### Landräte
- 1816–1819 Anton von Hardenberg
- 1819–1824 Ludwig von Keller
- 1824–1841 August von Münchhausen
- 1841 – ? 1850 Ernst von Friesen
- 1851–1861 Anton von Krosigk
- 1862–1866 Hans von Hardenberg
- ? – 1883 Friedrich von Koenen
- 1883–1886 Ludwig Bartels
- 1885–1905 Adolf Karl Ferdinand von der Recke
- 1906–1917 Karl von Hassell
- 1917–1921 Otto Bormann
- 1921–1933 Wilhelm Becker
- 1933–1938 Paul Wege
- 1938–1945 Rudolf Schmidt

### Wappen
| Wappen des Mansfelder Gebirgskreises | Blasonierung: „Geviert; Feld 1: von Rot über Silber siebenmal geteilt, Feld 2: in Silber ein schwarzes schräggekreuztes Hüttengezähe, Feld 3: in Silber eine grüne Tanne auf grünem Dreiberg, Feld 4: in Silber sechs (3:3) rote Rauten.“ |
| Wappen des Mansfelder Gebirgskreises | Wappenbegründung: Die Felder 1 und 4 lehnen sich an das Wappen der Grafschaft Mansfeld an und weisen mit der siebenmaligen Teilung von Rot über Silber (Herren von Querfurt) und den 6 roten Rauten in Silber (alte Grafen von Mansfeld) auf die ehemalige landesherrliche Zugehörigkeit der Region hin. Feld 2 symbolisiert mit den Hüttenwerkzeugen Stecheisen, Schürhaken (auch Forkel genannt) und Kratze die Kupferverhüttung im Landkreis. Feld 3 verweist mit der aus einem Dreiberg wachsenden Tanne auf die natürliche Umgebung des Unterharzes. Das Wappen wurde am 24. Juli 1935 vom Preußischen Staatsministerium genehmigt. |

## Kommunalverfassung
Die Mansfelder Gebirgskreis gliederte sich in Städte, in Landgemeinden und – bis zu deren nahezu vollständiger Auflösung im Jahre 1928 – in Gutsbezirke. Mit Einführung des preußischen Gemeindeverfassungsgesetzes vom 15. Dezember 1933 gab es ab dem 1. Januar 1934 eine einheitliche Kommunalverfassung für alle preußischen Gemeinden. Mit Einführung der Deutschen Gemeindeordnung vom 30. Januar 1935 trat zum 1. April 1935 im Deutschen Reich eine einheitliche Kommunalverfassung in Kraft, wonach die bisherigen Landgemeinden nun als Gemeinden bezeichnet wurden. Diese waren in Amtsbezirken zusammengefasst. Eine neue Kreisverfassung wurde nicht mehr geschaffen; es galt weiterhin die Kreisordnung für die Provinzen Ost- und Westpreußen, Brandenburg, Pommern, Schlesien und Sachsen vom 19. März 1881.

## Städte und Gemeinden

### Stand 1945
Der Mansfelder Gebirgskreis umfasste 1945 vier Städte sowie 56 weitere Gemeinden:
| - Abberode - Ahlsdorf - Alterode - Annarode - Arnstedt - Biesenrode - Blumerode - Bräunrode - Braunschwende - Burgörner - Dankerode - Endorf - Ermsleben, Stadt - Friesdorf - Gorenzen | - Gräfenstuhl - Greifenhagen - Großleinungen - Großörner - Harkerode - Hergisdorf - Hermerode - Hettstedt, Stadt - Horla - Klostermansfeld - Königerode - Kreisfeld - Leimbach, Stadt - Mansfeld, Stadt - Meisberg | - Meisdorf - Möllendorf - Molmerswende - Morungen - Neuplatendorf - Oberwiederstedt - Pansfelde - Paßbruch - Piskaborn - Quenstedt - Rammelburg - Ritterode - Ritzgerode - Rotha - Siebigerode | - Siersleben - Stangerode - Steinbrücken - Sylda - Thondorf - Tilkerode - Ulzigerode - Unterwiederstedt - Vatterode - Walbeck - Welbsleben - Wieserode - Wimmelrode - Wippra - Ziegelrode |

Zum Landkreis gehörte außerdem ein Teil des gemeindefreien Gutsbezirks Pölsfeld.

### Aufgelöste Gemeinden
- Kupferberg, 1879 eingegliedert in die Stadt Hettstedt
- Sinsleben, 1936 eingegliedert in die Stadt Ermsleben